# XQc
Félix Lengyel (Laval, 12 november 1995), beter bekend als xQc of onder zijn vroegere schermnaam xQcOW, is een Canadese Twitch-streamer, internetpersoonlijkheid en voormalig professioneel Overwatch-speler.
Lengyel begon zijn esports-carrière in 2016, terwijl hij ook regelmatig streamde. Met name speelde hij voor het team Dallas Fuel in het eerste seizoen in de Overwatch League, voordat hij halverwege het seizoen werd ontslagen vanwege herhaalde controverse en schorsingen, evenals voor Team Canada in de Overwatch World Cup van 2017 tot 2019.
Nadat hij het competitieve Overwatch had verlaten, concentreerde Lengyel zich op een fulltime streamingcarrière op Twitch, terwijl hij content creator was voor organisaties als Sentinels en Luminosity Gaming. Hoewel hij meerdere keren tijdelijk is verbannen op het platform, was hij zowel in 2020 als in 2021 de meest bekeken streamer op Twitch.

## Carrière

### Vroegere streaming carrière
Lengyel streamde op Twitch toen hij 19 jaar oud was, speelde League of Legends (LoL) en streamde onder de alias xQcLoL. De online alias van xQc kwam van de laatste letter van zijn voornaam, x, en de afkorting van zijn thuisprovincie Quebec, QC. Met de release van de videogame Overwatch (OW) van Blizzard Entertainment in 2016, stapte Lengyel over op het voornamelijk spelen van de titel van Blizzard; Omdat hij zo synoniem werd met het spel, veranderde hij zijn alias in xQcOW.

### Esports
Lengyel begon zijn Overwatch esports-carrière door deel te nemen aan kleine online toernooien als tank voor teams zoals DatZit Gaming. In oktober 2016 werd hij opgepikt door de multi-game esports-organisatie Denial Esports. Na een paar maanden ging Denial uit elkaar en opereerden de voormalige leden van het team als een onafhankelijke selectie onder de naam Yikes, die later werd gewijzigd in Arc 6. Het team nam deel aan 'seizoen nul' van Overwatch Contenders, toen zijn competitiedrang naar een ongezond niveau steeg. "Ik gaf er niet om om goed te slapen of goed te eten, om bij te blijven met vrienden of familie", zei hij. "Ik zou mijn telefoon alleen aanzetten voordat ik naar bed ging. Als ik slecht presteerde, legde ik alles opzij en speelde ik competitief totdat ik me beter voelde over mijn spel." Lengyel speelde ook voor Team Canada in hun 2017 Overwatch World Cup-campagne. Hij en het team bereikten de finale van het toernooi, voordat ze werden verslagen door titelverdediger Zuid-Korea. Ondanks het verlies van de finale werd Lengyel uitgeroepen tot de meest waardevolle speler van het evenement.
Lengyel werd in oktober 2017 getekend bij Dallas Fuel van de Overwatch League (OWL), voorafgaand aan het eerste seizoen van de competitie. Voorafgaand aan de start van het seizoen ontving hij twee schorsingen op zijn persoonlijke Overwatch-account van Blizzard. De eerste was een schorsing van 72 uur in november, nadat hij misbruik had gemaakt van het meldingssysteem van de game, en de tweede was een schorsing van zeven dagen in december nadat hij games op stream met opzet had verloren. Lengyels OWL-debuut kwam in Fuels eerste wedstrijd van het seizoen, op 10 januari 2018, in een 1-2 nederlaag tegen de Seoul-dynastie. Na de derde wedstrijd van het team van het seizoen, een 0-4 nederlaag tegen de Houston Outlaws op 18 januari, maakte Lengyel homofobe opmerkingen op zijn persoonlijke Twitch-stream richting Outlaws-speler Austin "Muma" Wilmot, die openlijk homo is. Lengyel verontschuldigde zich later die dag bij Muma op Twitter en verklaarde dat hij niets met "kwaadaardige bedoelingen" wilde zeggen en "te snel" sprak. The Fuel reageerde op het incident door Lengyel op de bank te zetten bij de volgende wedstrijd, op 19 januari. Diezelfde dag legde de Overwatch League hem een boete van $ 2.000 op en schorste hem voor vier wedstrijden. The Fuel verlengde die schorsing vervolgens tot en met 10 februari
Lengyels eerste wedstrijd na zijn schorsing was op 23 februari, in een 3-1 overwinning op de Los Angeles Gladiators. Zijn terugkeer duurde echter niet lang, want hij kreeg een boete van $ 4.000 en werd op 10 maart geschorst door de competitie voor nog eens vier wedstrijden, nadat hij een emote op een "raciaal minachtende manier" had gebruikt tijdens een Overwatch League-stream en op zijn persoonlijke sociale media, en gebruikte "kleinerende taal" tegen omroepen en spelers van de Overwatch League op zijn sociale media en persoonlijke stream. De volgende dag werd Lengyel ontslagen uit het team. In een interview met The Washington Post zei Lengyel dat er geen racistische ondertonen waren toen hij de emote gebruikte, en hoewel hij "helemaal niet het gevoel had dat [hij] een fout had begaan", hij had er spijt van dat hij het gebruikte vanwege de manier waarop het werd verkeerd geïnterpreteerd. Hij zei verder dat hij het leuk vond om Overwatch professioneel te spelen, maar hij wist niet zeker of dit het carrièrepad was dat hij wilde blijven volgen.
Lengyel voegde zich in de daaropvolgende jaren bij verschillende Overwatch-teams, waaronder Overwatch Contenders-teams GOATS en Gladiators Legion, en nam deel aan Team Canada in de Overwatch World Cups van 2018 en 2019.

### Terugkeer naar fulltime streamen
Na zijn ontslag bij Dallas Fuel in 2018 richtte Lengyel zich vooral op zijn streamingcarrière. In februari 2019 tekende esports-organisatie Sentinels hem als 'content creator', en in mei 2019 werd Lengyel een van de meest succesvolle variëteitsstreamers op Twitch. Volgens Lengyel kreeg hij op 30 juli 2019 een driedaagse ban van Twitch voor het streamen van een "seksueel suggestieve" video waarin kort een penis te zien was; het verbod kwam ondanks een Twitch-medewerker die de video toestond. Een dag later werd hij echter ongedaan gemaakt. In december 2019 was hij Twitch's meest bekeken streamer, met bijna acht miljoen uur bekeken - meer dan twee miljoen uur meer dan het op een na meest bekeken kanaal van de maand. Over het hele jaar was hij de zesde meest bekeken streamer, met bijna 54 miljoen uur kijktijd; meer dan 14% van zijn kijktijd kwam alleen al uit december.
Lengyel kreeg op 29 februari 2020 opnieuw een ban van drie dagen, nadat hij naaktheid had getoond in Strip 4: Classmate Study, een spel met een volwassen thema gebaseerd op Vier op 'n rij. Standaard wordt alle naaktheid in het spel gecensureerd, maar hij heeft een code in het spel ingevoerd die het ongecensureerd weergeeft, wat het vrouwelijke personage haar borsten zichtbaar maakt in het spel. Twitch handhaafde het verbod nadat hij in beroep was gegaan. Daarna stond de game bovenaan Steam- lijst "nieuw en trending". Tegen het einde van maart 2020 begon Lengyel met schaken op stream, en in april begon schaakgrootmeester Hikaru Nakamura Lengyel te begeleiden. Twitch en Chess.com werkten samen om de eerste editie van PogChamps te creëren, een schaaktoernooi dat plaatsvond van 5 tot 19 juni. Lengyel speelde in het toernooi. In een van de wedstrijden stond Lengyel tegenover Cr1TiKaL; Cr1TiKaL versloeg hem in slechts zes zetten. De wedstrijd werd in mei 2021 de meest bekeken video op het YouTube-kanaal van Chess.com, met meer dan tien miljoen views. Lengyel verloor uiteindelijk van Ludwig Ahgren in de halve finale van de troostgroep. Lengyel kreeg op 12 juni midden in PogChamps een Twitch-ban van 24 uur nadat hij per ongeluk een video had geopend van twee gorilla's die seks hadden, die was ingezonden door een van zijn kijkers. Op 27 augustus 2020 nam Sentinels afscheid van Lengyel, nadat hij had verzocht om ontslag. Hij vond op 1 oktober een nieuwe organisatie en tekende bij Luminosity Gaming. Op 18 november 2020 werd Lengyel zeven dagen verbannen nadat hij en zijn team tijdens een Twitch Rivals-evenement een vijandig team in Fall Guys hadden gestreamd, waarmee hij zijn vierde schorsing van Twitch markeerde. Hij kreeg ook een schorsing van zes maanden van Twitch Rivals en moest zijn prijswinst van het evenement afgeven. Ondanks zijn drie schorsingen in 2020, had Lengyel met meer dan 174 miljoen uur het hoogste aantal kijkuren - bijna 50 miljoen meer dan het op een na hoogste kanaal.
Halverwege 2021 leidde Lengyel alle streamers op Twitch wat betreft kijkers, met 163 miljoen uur bekeken, wat bijna het dubbele was van het op een na grootste kanaal. In juni 2021 verhuisde Lengyel terug naar Canada en verklaarde dat hij meerdere keren was 'geswat', een probleem waar veel Twitch-streamers mee te maken hebben gehad, en "was oprecht bang dat [hij] dood zou gaan". Zijn verdiensten van het platform werden in oktober 2021 gelekt, samen met alle topstreamers op Twitch. Het lek onthulde dat hij de best betaalde individuele streamer was en meer dan $ 8 miljoen verdiende sinds 2019. Hoewel de juistheid van het lek in twijfel is getrokken, bevestigde Lengyel dat zijn gerapporteerde cijfers correct waren. Met 274 miljoen uur bekeken in 2021 was hij opnieuw de meest bekeken streamer op Twitch. Hij had ook een piekaantal kijkers van 173.000 kijkers, hoewel het ver onder het kanaal met de hoogste piek lag, dat 2,5 had miljoen kijkers.
Begin april 2022 nam Lengyel deel aan het sociale experiment r/Place, een online canvas waarin geregistreerde Reddit- gebruikers konden bewerken door de kleur van een enkele pixel te veranderen. Nadat hij zich had gericht op een My Little Pony-kunstwerk, zei hij dat hij in een uur tijd meer doodsbedreigingen had ontvangen dan in de zes voorgaande jaren van streaming bij elkaar. Lengyel brak zijn Twitch-kijkersrecord tijdens het evenement, met een piek van meer dan 293.000 kijkers. Hij brak dat record later die maand tijdens het streamen van een bètaversie van Overwatch 2, met een piek van meer dan 312.000 kijkers.

## Privéleven
Lengyel werd geboren op 12 november 1995 in Laval, Quebec, Canada. Hij is van Hongaarse afkomst.

## Trivia
Als vaste waarde in de streamingwereld zou xQc een rol kunnen spelen in de volgende GTA-titel, GTA 6. GTA VI gaat volgens de media over het onderwerp streaming en de huidige internetcultuur rondom TikTok.

## Prijzen en nominaties
| Jaar | Ceremonie                | Categorie                   | Resultaat   | ref.          |
| ---- | ------------------------ | --------------------------- | ----------- | ------------- |
| 2017 | 2017 Overwatch World Cup | Most Valuable Player        | Gewonnen    | [ 39 ]        |
| 2018 | 2018 Esports Awards      | Streamer of the Year        | Genomineerd | [ 40 ]        |
| 2020 | Canadian Game Awards     | Best Streamer               | Genomineerd | [ 41 ] [ 42 ] |
| 2020 | 2020 Esports Awards      | Streamer of the Year        | Genomineerd | [ 43 ]        |
| 2021 | 2021 Esports Awards      | Streamer of the Year        | Genomineerd | [ 44 ]        |
| 2022 | The Streamer Awards      | Best GTA Role-play Streamer | Genomineerd |               |
| 2022 | The Streamer Awards      | Streamer of the Year        | Genomineerd |               |
| 2022 | Canadian Game Awards     | Best Streamer               | Genomineerd | [ 45 ]        |
| 2022 | 12th Streamy Awards      | Streamer of the Year        | Genomineerd | [ 46 ] [ 47 ] |
| 2022 | 12th Streamy Awards      | Just Chatting               | Gewonnen    | [ 46 ] [ 47 ] |
| 2023 | The Streamer Awards      | Best Variety Streamer       | Gewonnen    | [ 48 ]        |
| 2023 | The Streamer Awards      | Streamer of the Year        | Genomineerd | [ 48 ]        |

## Referentielijst
1. ↑  Duwe, Scott, "Denial Esports Signs Overwatch Team", Dot Esports, October 13, 2016. Gearchiveerd op 29 april 2022. Geraadpleegd op 6 april 2022.
2. ↑  Carpenter, Nicole, "Denial Esports drops its entire Overwatch team", Dot Esports, May 3, 2017. Gearchiveerd op 21 april 2022. Geraadpleegd op 6 april 2022.
3. ↑  (en) XQc: 'There will never be a harmony between streaming and playing that I’m comfortable with'. Dot Esports (7 mei 2019). Geraadpleegd op 3 november 2023.
4. ↑  Duwe, Scott, "Dallas Fuel signs eccentric tank main xQc to Overwatch League roster", Dot Esports, October 28, 2017. Gearchiveerd op 7 april 2022. Geraadpleegd op 6 april 2022.
5. ↑  Grayson, Nathan, "Overwatch League Players Keep Getting In Trouble", Kotaku, 19 december 2017. Gearchiveerd op 7 april 2022. Geraadpleegd op 6 april 2022.
6. ↑  Wenrich, Connor, "Dallas Fuel burns blue with a 3-1 win", Overwatch Wire, USA Today, February 23, 2018. Gearchiveerd op October 21, 2018.
7. ↑  Mastin, Sabriel, "xQc receives a new fine and suspension", Overwatch Wire, USA Today, March 10, 2018. Gearchiveerd op March 10, 2018.
8. ↑  Wolf, Jacob, "xQc released from Dallas Fuel after receiving second Overwatch League suspension", ESPN, March 11, 2018. Gearchiveerd op 26 april 2022. Geraadpleegd op 6 april 2022.
9. ↑  Carpenter, Nicole, "Controversial former Overwatch League player xQc joins Contenders Trials team", Dot Esports, June 7, 2018. Gearchiveerd op 21 april 2022. Geraadpleegd op 6 april 2022.
10. ↑  Abbas, Malcolm, "Popular Twitch streamer xQc joins Gladiators Legion as a substitute main-tank", Dot Esports, February 12, 2019. Gearchiveerd op 16 april 2022. Geraadpleegd op 6 april 2022.
11. ↑  Baker, Harry, "Canada announce final starting roster for 2018 Overwatch World Cup", Overwatch Wire, USA Today, July 10, 2018. Gearchiveerd op August 15, 2018.
12. ↑  Richardson, Liz, Team Canada introduces Overwatch World Cup roster. Dot Esports (July 29, 2019). Gearchiveerd op 17 april 2022. Geraadpleegd op 14 december 2021.
13. ↑  Viana, Bhernardo, "XQc: ‘There will never be a harmony between streaming and playing that I’m comfortable with’", Dot Esports, May 7, 2019. Gearchiveerd op 21 april 2022. Geraadpleegd op 6 april 2022.
14. ↑  Byers, Preston, "xQc’s Twitch channel unbanned after less than a day", Dot Esports, July 31, 2019. Gearchiveerd op 21 april 2022. Geraadpleegd op 7 april 2022.
15. ↑  Michael, Cale, "XQc ends 2019 on a high note by claiming December’s top spot on Twitch", Dot Esports, 28 december 2019. Gearchiveerd op 7 april 2022. Geraadpleegd op 6 april 2022.
16. ↑  Bily, Dustin, "Strip Connect Four gets a free marketing boost after Twitch bans xQc for streaming it", PCGamesN, March 3, 2020. Gearchiveerd op 7 april 2022. Geraadpleegd op 7 april 2022.
17. ↑  D'Anastasio, Cecilia, "The Grandmaster Who Got Twitch Hooked on Chess", Wired, June 14, 2020. Gearchiveerd op October 12, 2021. Geraadpleegd op 7 april 2022.
18. ↑  Abbot, Will, "PogChamps 4 and the fight for the future of chess", Wired UK, May 9, 2021. Gearchiveerd op March 10, 2022. Geraadpleegd op 7 april 2022.
19. ↑  "VoyBoy, MoistCr1tikal Win Chess.com PogChamps Finals", Chess.com, June 23, 2020. Gearchiveerd op 22 april 2021. Geraadpleegd op 7 april 2022.
20. ↑  Duwe, Scott, "XQc receives 24-hour Twitch ban for showing clip of gorillas having sex", Dot Esports, June 12, 2020. Gearchiveerd op May 17, 2022. Geraadpleegd op 7 april 2022.
21. ↑  "xQc parts ways with Sentinels", Reuters, August 27, 2020. Gearchiveerd op 7 april 2022. Geraadpleegd op 6 april 2022.
22. ↑  Frascarelli, Victor, "Luminosity Gaming Signs Streamer xQc, Lands Sponsor for Reality Show on Twitch", The Esports Observer, Sports Business Journal, October 1, 2020. Gearchiveerd op 21 november 2021. Geraadpleegd op 7 april 2022.
23. ↑  Chalk, Andy, "xQc has been suspended from Twitch for stream-sniping in Fall Guys", PC Gamer, 18 november 2020. Gearchiveerd op 22 november 2021. Geraadpleegd op 7 april 2022.
24. ↑  Howard, Charlie, "The Rise Again of xQc — From esports failure to king of Twitch", Upcomer, February 25, 2022. Gearchiveerd op March 16, 2022. Geraadpleegd op 6 april 2022.
25. ↑  Murray, Trent, "xQc dominates the first half of the year - Twitch viewership recap for H1 2021", The Esports Observer, Sports Business Journal, August 6, 2021. Gearchiveerd op 2 februari 2023. Geraadpleegd op 7 april 2022.
26. ↑  Ng, Hayley, "Doxxing and Swatting: The Deadly, Growing Threats Faced by Twitch Streamers", Centennial Beauty, February 23, 2022. Gearchiveerd op February 2, 2023. Geraadpleegd op May 8, 2022.
27. ↑  (en) Richman, Olivia, xQc has moved back to Canada after doxxing issues continue. InvenGlobal (May 16, 2022). Geraadpleegd op June 8, 2022.
28. ↑  Grayson, Nathan, "Massive Twitch hack reveals streamers’ pay, with top stars making millions", The Washington Post, October 6, 2021. Gearchiveerd op October 6, 2021. Geraadpleegd op 7 april 2022.
29. ↑  Irwin, Kate, "XQc talks Twitch, Overwatch 2, and his move to Los Angeles", Dot Esports, October 22, 2021. Gearchiveerd op 29 april 2022. Geraadpleegd op 7 april 2022.
30. ↑  Troughton, James, "XQC Was 2021's Most-Watched Twitch Streamer", The Gamer, January 10, 2022. Gearchiveerd op 7 april 2022. Geraadpleegd op 7 april 2022.
31. ↑  Datuin, Sage, "xQc says he’s received more death threats in April than past 6 years combined thanks to viral r/Place art streams", Dot Esports, 4 april 2022. Gearchiveerd op 4 april 2022. Geraadpleegd op 6 april 2022.
32. ↑  Miter, Mateusz, "xQc breaks his all-time Twitch viewership record off the back of Reddit’s /r/Place hype", Dot Esports, 5 april 2022. Gearchiveerd op 29 april 2022. Geraadpleegd op 6 april 2022.
33. ↑  McIntyre, Isaac, "xQc roars to huge new Twitch record off the back of Overwatch 2 beta hype", Dot Esports, 29 april 2022. Gearchiveerd op 29 april 2022. Geraadpleegd op 29 april 2022.
34. ↑  Lee, Alexander, "Everything You Need To Know About xQc", G Fuel, 29 september 2020. Gearchiveerd op 30 april 2022. Geraadpleegd op 6 april 2022.
35. ↑  Lengyel, Félix [@xQc], quarter of a century. FeelsBirthdayMan t.co/IgJQ7Nw2ft (12 november 2020). Geraadpleegd op July 19, 2022 – via X.
36. ↑  (fr) Benessaieh, Karim, Le Lavallois Félix Lengyel aurait engrangé 8,5 millions US. La Presse (6 oktober 2021). Geraadpleegd op 8 november 2022.
37. ↑  (hu) Birkás, Péter, Kirúgták a botrányt halmozó magyar származású e-sportolót. 24.hu (12 maart 2018). Gearchiveerd op 25 april 2022. Geraadpleegd op 11 april 2022.
38. ↑  (de) Lucia, Welche Promis, Influencer, Streamer & Stars sehen wir in GTA 6?. GTA6Infos.de - GTA 6 News, Grand Theft Auto 6 Updates & GTA 6 Leaks (2 januari 2024). Geraadpleegd op 2 januari 2024.
39. ↑  Alonzo, Damian, "Win or lose, the Overwatch World Cup was full of great storylines", PC Gamer, 9 november 2017. Gearchiveerd op 17 december 2021. Geraadpleegd op 7 april 2022.
40. ↑  (en) Esports Awards 2018 | Esports Awards (26 april 2021). Gearchiveerd op 27 december 2021. Geraadpleegd op 27 december 2021.
41. ↑  Streamer Nominee - xQc. Canadian Game Awards. Gearchiveerd op October 24, 2020. Geraadpleegd op July 16, 2020.
42. ↑  Canadian Game Awards : The Results. Canadian Game Awards (19 september 2020). Gearchiveerd op June 18, 2021. Geraadpleegd op 23 september 2020.
43. ↑  (en) Esports Awards 2020 | Esports Awards (27 april 2021). Gearchiveerd op January 26, 2022. Geraadpleegd op 27 december 2021.
44. ↑  (en) Esports.gg, Esports Awards 2021: Ibai wins Streamer of the Year, beating out Shroud, Dr Disrespect, xQc. Esports (21 november 2021). Gearchiveerd op 18 april 2022. Geraadpleegd op 27 december 2021.
45. ↑  Vegvari, Steve, Introducing the Winners of the 2022 Canadian Game Awards. Canadian Game Awards (8 april 2022). Gearchiveerd op May 4, 2022. Geraadpleegd op 24 april 2022.
46. ↑  Hipes, Patrick, Streamy Awards Nominations: MrBeast Tops List Again. Deadline Hollywood (October 27, 2022). Gearchiveerd op 6 november 2022. Geraadpleegd op October 28, 2022.
47. ↑  12th Annual Winners. Streamys. Streamy Awards (4 december 2022). Gearchiveerd op October 30, 2022. Geraadpleegd op 5 december 2022.
48. ↑  Snavely, Adam, Streamer Awards 2023: All results and winners for every category. Dot Esports. Gamurs (March 11, 2023). Geraadpleegd op March 12, 2023.